# Guatteria chasmantha
Guatteria chasmantha este o specie de plante angiosperme din genul Guatteria, familia Annonaceae, descrisă de Robert Elias Fries. Conform Catalogue of Life specia Guatteria chasmantha nu are subspecii cunoscute.